# پیتر نوکه
پیتر نوکه (آلمانی: Peter Nocke؛ زادهٔ ۲۵ اکتبر ۱۹۵۵) شناگر اهل آلمان بود.